# Florentino Ameghino

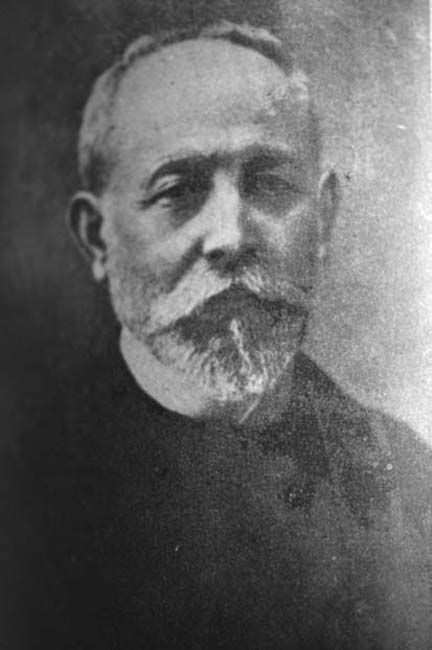
Florentino Ameghino in den 1890er Jahren

Florentino Ameghino (* 19. September 1853 in Moneglia, Italien; † 6. August 1911 in La Plata, Provinz Buenos Aires) war ein argentinischer Naturforscher, Zoologe, Paläontologe, Geologe und Anthropologe. 
Als Autodidakt studierte er die Gebiete der südlichen Pampa. Dabei legte er die größte Fossiliensammlung der damaligen Zeit an, welche ihm bei seinen bedeutenden geologischen und paläontologischen Studien wichtige Dienste leistete. Des Weiteren erforschte er den im argentinischen Chelles gefundenen prähistorischen Menschen.
Ameghino war Schüler des aus Deutschland stammenden Hermann Burmeister.
Ameghino wurde Professor für Zoologie an der Universität Córdoba (Córdoba, Argentinien), Direktor einer Abteilung am Museo de La Plata (eines der größten paläontologischen, zoologischen und archäologischen Museen in Südamerika) sowie 1902 Direktor des Nationalmuseums der Naturwissenschaften in Buenos Aires.
In Oberá wurde das Naturwissenschaftliche Museum und in Chubut ein Staudamm nach ihm benannt. Im Nordwesten der Provinz Buenos Aires ist eine Stadt und ein Partido nach ihm benannt, außerdem tragen ein Mondkrater und die Schlucht Ameghino Gully in der Antarktis seinen Namen.

## Werke
- Les mammiferes fossiles de l'Amerique du Sud. 1880 doi:10.5962/bhl.title.61646
- Recherches de morphologie phylogénétique sur les molaires supérieures des ongulés. 1904 doi:10.5962/bhl.title.15704
- Obras completas y correspondencia científica. 1913–1936 doi:10.5962/bhl.title.60823
- Doctrinas y descubrimientos / Florentino Ameghino.
  - 2. Auflage, 1917 doi:10.5962/bhl.title.25533
  - 3. Auflage, 1923 doi:10.5962/bhl.title.24935